# Robert Kraft

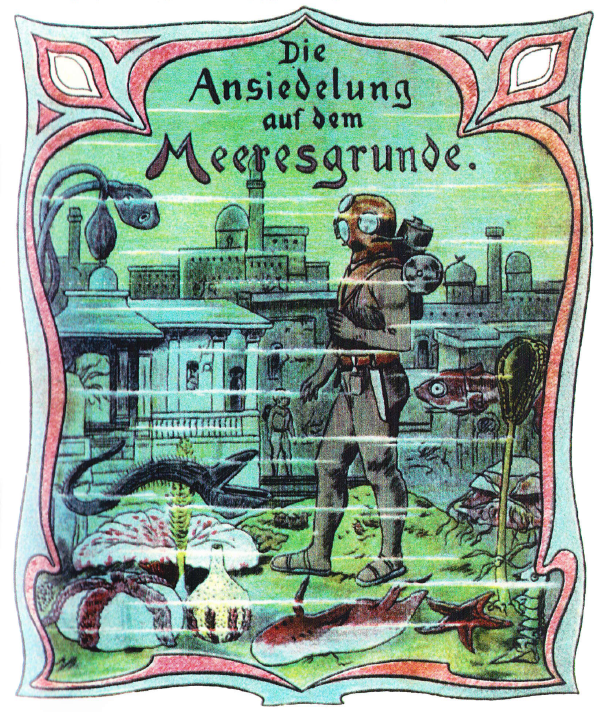
Die Ansiedlung auf dem Meeresgrunde (1901, Podmořská osada), pokračování románu Julese Vernea Dvacet tisíc mil pod mořem

Robert Emil Kraft (3. října 1869, Lipsko – 10. května 1916, Haffkrug, dnes součást obce Scharbeutz) byl německý spisovatel, autor dobrodružných, detektivních a fantastických kolportážních románů, z nichž nejznámější je jeho cyklus Detektiv Nobody.

## Životopis
Rober Emil Kraft se narodil v Lipsku roku 1869 jako syn bohatého obchodníka s vínem. Jeho rodiče se brzy rozvedli, ze střední školy byl vyloučen pro časté absence a dvakrát se pokusil o útěk z domova. Na příkaz otce se vyučil zámečníkem a poté vystudoval strojařinu na Královské Vyšší odborné škole v Saské Kamenici.
Roku 1889 ukradl svému otci větší částku peněz, aby mohl cestovat po světě. Byl zatčen a krátce vězněn. Po propuštění se nechal v Hamburku v najmout na loď Shakespeare, se kterou se dostal do Londýna, pak do New Yorku a nakonec do Grónska, kde loď ztroskotala. Byl zachráněn a další jeho cesta vedla do Kanady, San Franciska, plavil se na Samou a do Austrálie navštívil Kalkatu a Bombaj. Na lodích pracoval jako námořník, steward i jako kuchař.
V červenci roku 1890 byl v Suezu, odkud chtěl do Istanbulu. Plavil se jako černý pasažér na britském parníku, na kterém vypukla cholera. Rovněž onemocněl a v Istanbulu byl léčen v německé nemocnici. Zde byl chycen německými úřady a musel na tři roky narukovat do Královského námořnictva ve Wilhelmshavenu.
Po propuštění z vojenské služby roku 1894 se vrátil zpět do Egypta, kde žil jako pouštní lovec v Libyjské poušti. Zde se setkal s tajemnou sektou tančících dervišů, která na něj hluboce zapůsobila a díky které se začal zabývat nadpřirozenem a okultismem a rozhodl se stát se spisovatelem.
Roku 1895 se vrátil do Lipska a marně se snažil usmířit se s otcem. Oženil se s dcerou obchodníka s vínem a měl s ní dvě dcery. Uzavřel smlouvu s nakladatelem Heinrichem Gottholdem Münchmeyerem (vydavatelem Karla Maye) a začal psát jeden dobrodružný román za druhým. Inspiraci pro svá díla nacházel především ve svých zážitcích z cest po celém světě. Po smrti otce roku 1901 zdědil velké jmění, které během roku utratil na svých cestách s rodinou po Evropě. Navrátil se do Německa a zde žil v různých městech (Drážďany, Berlín, Bad Schandau). Zemřel nečekaně roku 1916 na žaludeční onemocnění při rekreačním pobytu v Haffkrugu, přičemž svou rodinu zanechal zcela bez prostředků.

## Dílo
Kraft je autorem téměř stovky převážně kolportážních románů nestejné, převážně nízké kvality, které se odehrávají v různých částech světa. Na rozdíl od Karla Maye, se kterým byl často srovnáván, psal však o místech, které osobně poznal. Ve své době byl velmi populární a podařilo se mu vytvořit postavu Nobodyho – prince z neznáma, která jej přežila. Práva na jeho dílo skoupilo vydavatelství Karl-May-Verlag a vydává jeho knihy dodnes.

## Výběrová bibliofgrafie
- Guten Morgen, Vielliebchen (1895, Dobré ráno, má lásko), humoreska.
- Fünf Wochen in der Heilsarmee (1895, Pět týdnů u Armády spásy), autobiografická povídka.
- Santa Madonna (1895), detektivní novela.
- Japanische Matrosen (1895, Japonští námořníci), povídka, zpracování autobiografického zážitku s vypuknutím cholery na lodi).
- "Die Vestalinnen" oder Eine Reise um die Erde (1895, "Vestálky" aneb Cesta kolem světa), kolportážní román, dobrodružství na moři a na zemi.
- Aus Londons dunklen Gassen (1895–1897, V temných ulicích Londýna), kolportážní román.
- Der Medizinmann (1896, Medicinman), dobrodružný román.
- Indische Kaiserkrone (1896, Indická koruna), čtyřdílný spletitý dobrodružný příběh anglického šlechtice odehrávající se v Indii a ve viktoriánské Anglii v 1. polovině 19. století, česky jako Oběť zlých sil a Úklady a msta.
- Vier Frauen und nur ein Mann (1898, Čtyři ženy a jeden muž), román.
- Ein stummes Opfer" (1898, Tichá oběť), příběh z indického povstání.
- Aus allen Welttheilen (1898, Všemi díly světa), pětidílný román, příběhy ze života německo-amerického reportéra hraběte Lea von Hagena:
  - Um die Erde (Kolem Zeně),
  - Das Nebelschiff (Mlžná loď),
  - Die schwimmende Insel (Plující ostrov),
  - Yermak der Kosakenhauptman (Jermak, kozácký ataman),
  - Der Waldteufel (Lesní ďábel).
- Das Schwert des Damokles (1899, Damoklův meč), román,
- Der Stern des Heils (1899, Hvězda spásy), vánoční příběh ze života na moři,
- Ein Abenteuer in den deutschen Colonien (1900, Dobrodružství v německých koloniích).
- Die Traum-Apotheke (1900, Lékárna snů), román.
- Aus dem Reiche der Phantasie (1901, V říši fantazie), cyklus povídek pro starší mládež. Jsou to sny čtrnáctiletého sirotka, trpícího po železniční nehodě paraplegií. Jde o první sérii německé science fiction vůbec a obsahuje deset svazků:[4] Der letzte Höhlenmensch (Poslední barbar), Die Totenstadt (Město smrti), Der rote Messias (Rudý mesiáš), Der Weltallschleier (Vesmírný námořník), Die verzauberte Insel (Zakletý ostrov), Der König der Zauberer oder Im Lande des lebenden Todes (Král Čaroděj aneb V zemi, kde přebývá smrt), Das Stahlross (Ocelový kůň), Die Ansiedlung auf dem Meeresgrunde (Podmořská osada), Eine Nordpolfahrt (Cesta na severní pól) a Die indischen Eskimos (Indičtí eskymáci). Jedenáctý svazek Vor Troja (Před Trójou) nikdy nevyšel, protože série byla finančně ztrátová.
- Die Seeschlange (1901, Mořský had), povídka.
- Ungleiche Naturen (1902, Nerovní), román.
- Die Nibelungen (1902, Nibelungové), dvoudílný dobrodružný román z námořního prostředí, česky jako Zlatá loď a Vzestup a pád.
- Sonnenkinder (1903–1904, Děti slunce), román.
- Die Roulette (1904, Ruleta), tři povídky z prostředí Monte Carla: Im Paradies der Hölle (Ráj v Pekle), Monsieur Automate (Monsieur Automat) a Lila Nachtschatten (Noční stín).
- Detektiv Nobody‘s Erlebnisse und Reiseabenteuer (1904–1906, Příhody detektiva Nobodyho a jeho dobrodružství na cestách), kolportážní román, jedenáct dílů, nejslavnější Kraftovo dílo.[3]
- Wir Seezigeuner (1907, Tuláci po mořích), čtyřdílný román z námořního prostředí, příběhy kormidelníka Richarda Jansena z Gdaňska:
  - Die Sturmbraut (Nevěsta bouře), česky jako Sargasové peklo,
  - Der Kommodore (Komodor),
  - Blockadebrecher (Drtič blokády),
  - Der Klabautermann (Lodní skřítek).
- Die Augen der Sphinx (1908, Oči sfingy), série kolportážních románů:
  - Im Panzerautomobil um die Erde (V obrněném autě kolem světa),
  - Die Rätsel von Garden Hall (Záhada z Garden Hall), fantasy,
  - Die Wildschützen vom Kilimandscharo (Pytlák z Kilimandžíra),
  - Der Herr der Lüfte (Pán vzduchu),
  - Das Hohelied der Liebe (Píseň lásky),
  - Die Nihilit-Expedition (Expedice Nihilit), vědeckofantastický román z australské pouště, kde byla objevena neznámá civilizace,
  - Novocasas Abenteuer (Novacasova dobrodružství), česky jako Na moři a Konec výpravy.
- Im ,Zeppelin' um die Welt (1909, Zepelínem kolem světa), fantastický román.
- Der Graf von Saint-Germain (1909, Hrabě Saint-Germain), dvoudílný román.
- Die Augen der Sphinx II. (1910, Oči sfingy II.), druhá série kolportážních románů:
  - Das Glück von Robin Hood (1910, Štěstěna Robina Hooda),
  - Wenn ich König wäre (1910, Kdybych byl králem), vědeckofantastický román,
  - Im Aeroplan um die Erde (1910, Letadlem kolem Země), román,
  - Die Arbeiten des Herkules (1910, Herkulovy práce), román.
- Die neue Erde (1910, Nová země), historický fantastický román.
- Atalanta. Die Geheimnisse des Sklavensees (1911, Atalanta, tajemství otroků moře), šestidílný román,
- Das Gauklerschiff. Die Irrfahrten der Argonauten (1912, Loď podvodníků aneb Putování Argonautů), šestidílný román.
- Das zweite Gesicht (1913, Dvojí tvář), pětidílný román.
- Der schwedische Matrose, (1914, Švédský námořník).
- In Walhalla (1914, Ve Valhalle).
- Loke Klingsor der Mann mit den Teufelsaugen (1914–1915, Loke Klingsor, muž s ďábelskýma očima), šestidílný román.
- Untersee-Teufel (1918, Podmořský ďábel), fantastický román, pod pseudonymem Knut Larsen..

## Detektiv Nobody
Kraftův kolportážní románový cyklus o detektivovi Nobodym Detektiv Nobody‘s Erlebnisse und Reiseabenteuer (1904-1906) patří k nejznámějším autorovým dílům. Jeho obsahem jsou dobrodružné, detektivní a fantastické příběhy záhadného muže z knížecí rodiny. Je neidentifikovatelného věku a má magickou schopnost měnit rysy tváře, takže může vypadat jako Angličan nebo jako Mongol, jako tvrdý chlap nebo jako zženštilý muž. Jeho dobrodružství začíná tím, že se rozhodne začít v New Yorku úplně novou existenci. Vynoří se proto z moře úplně nahý a beze jména – odtud jeho pojmenování Nobody (Nikdo). Další jeho příběhy se odehrávají po celém světě, ve velkoměstech, v africké poušti, v podivuhodných podzemních prostorech a jeskyních a ve ztracených říších, na Divokém západě, v Jižní Americe, v hlubinách jezer, v tureckých harémech, na Sibiři, v Japonsku, v Číně, v Tibetu, v Austrálii i jinde. Všude tam řeší v zájmu spravedlnosti tajemné a zdánlivě neřešitelné záhady.
První část cyklu vyšla roku 1904 a obsahovala šest dílů. Dalších pět dílů Kraft napsal roku 1906.
- 1. Der Prinz aus dem Unbekannten (1904, Princ z neznáma),
- 2. Der Herr der Welt (1904, Pán země),
- 3. Indian Bill (1904, Indián Bill),
- 4 Nobody im Serail (1904, Nobody v serailu),
- 5 Nobody verfolgt Nobody (1904, Nobody stíhá Nobodyho),
- 6 Die gestohlene Niagara (1904, Ukradená Niagara).
- 7 Die Rückkehr von Nobody (1906, Nobodyho návrat),
- 8 Der Prinz von Monte Carlo (1906, Princ z Monte Carla),
- 9-10. Detektiv Nobody (1906, Detekiv Nobody), dva díly,
- 11. Nobody im final (1906, Nobody ve finále).

## Filmové adaptace
- Die Gespenster von Garden Hall (1919, Strašidla z Garden Hall), německý němý film, režie William Wauer.
- Nobody (1921–1922), série německých krátkých němých filmů, které se považují za ztracené. Původně mělo být natočeno 52 dílů, známých je osm. Filmy režíroval Josef Stein, titulní roli ztvárnil Sylvester Schäffer.[6]

## Česká vydání
- Detektiv Nobody, Toužimský & Moravec, Praha 1935–1937, přeložil Karel Čvančara, šest dílů:

1. Princ z neznáma (1935).
2. Pán země (1935).
3. Indián Bill (1936).
4. Nobody v serailu (1936).
5. Nobody stíhá Nobodyho (1936).
6. Ukradená Niagara (1937).

- Sargasové peklo, Albatros, Praha 1974, přeložila Ilona Borská, znovu Olympia, Praha 1993.
- Nobody – muž z Neznáma, Albatros, Praha 1977, výbor, vybrala a přeložila Jana Hošková, znovu 2019.
- Detektiv Nobody, Ostrov, Praha 1992–1995, přeložil Karel Čvančara, dvanáct sešitů:

1. Muž z neznáma (1992), první část románu Princ z neznáma.
2. Tajemný muž (1992), dokončení románu Princ z neznáma.
3. Pán pouště (1992), první část románu Pán země.
4. Dračí jezero (1993), dokončení románu Pán země.
5. Indian Bill (1993), první část románu Indian Bill.
6. Vyznavač ohně (1993), dokončení románu Indian Bill.
7. Záhada serailu (1993), první část románu Nobody v serailu.
8. Ostrov smrti (1993), dokončení románu Nobody v serailu.
9. Kaňon duchů (1994), první část románu Nobody stíhá Nobodyho..
10. Ďábelský dvojník (1994), dokončení románu Nobody stíhá Nobodyho.
11. Ukradená Niagara (1994), první část románu Ukradená Niagara.
12. Lovci diamantů (1995), dokončení románu Ukradená Niagara.

- Detektiv Nobody, Návrat, Brno 1994–1998, prvních šest dílů přeložil Karel Čvančara, zbytek Vladimír Šunda, patnáct dílů:

1. Princ z neznáma (1994).
2. Pán země (1994).
3. Indián Bill (1994).
4. Nobody v Serailu (1994).
5. Nobody stíhá Nobodyho (1994).
6. Ukradená Niagara (1994).
7. Nobodyho návrat (1996).
8. V síti záhad (1996).
9. Krajiny zázraků (1996).
10. Princ z Monte Carla (1997).
11. Osudová dramata (1997).
12. Na stopě zločinu (1998).
13. Labyrint skrytého zla (1998).
14. Dobrodruh mnoha proměn (1998).
15. Nobody ve finále (1998).

- Nibelungové, Návrat, Brno 1996–1997, přeložil Vladimír Šunda, dva díly::
  - Zlatá loď (1996),
  - Vzestup a pád (1997).
- Expedice Nihilit, Návrat, Brno 1997, přeložil Vladimír Šunda,
- Novacasova dobrodružství, Návrat, Brno 1997–1998, přeložil Vladimír Šunda, dva díly:
  - Na moři (1997),
  - Konec výpravy (1998).
- Kdybych byl králem, Návrat, Brno 1999, přeložila Renata Pechová,
- Indická koruna, Návrat, Brno 1999–2000, přeložil Vladimír Šunnda, dva díly:
  - Oběť zlých sil (1999),
  - Úklady a msta (2000).